# Мир (архипелаг)
Мир (араб. جزر العالم‎; англ. The World) — искусственный архипелаг, состоящий из нескольких островов, общей формой напоминающий континенты Земли, находится в 4 километрах от береговой линии Дубая в Объединенных Арабских Эмиратах. Архипелаг создан, главным образом, из песка мелких прибрежных вод Дубая и, наряду с Пальмовыми островами, является ещё одним искусственным архипелагом в окрестностях административного центра эмирата Дубай.
Главный застройщик проекта The World — компания Nakheel. Идея создания такого архипелага принадлежит кронпринцу эмирата и Министру обороны ОАЭ, шейху Мохаммеду бен Рашид аль-Мактуму.

## Описание
Общая площадь архипелага равняется 55 км², что делает его крупнейшим искусственным архипелагом в мире.
Размеры островов варьируются от 14 тысяч до 83 тысяч м², ширина проливов между ними составляет от 50 до 100 метров с глубиной от 8 до 16 метров.
При создании островов использовался песок из Персидского залива. Фирма-подрядчик использует самые современные и лучшие технологии Японии и Норвегии.
«Мир» соединен с материком только водным и воздушным сообщением. От больших волн комплекс защищает искусственно возведенный волнорез. Водоснабжение и электричество поступает с материка. С целью сохранения флоры и фауны Персидского залива вокруг островов находятся перенесенные на новое место коралловые рифы, во избежание застоя воды установлены специальные очистные сооружения.
Планируется, что «Мир» станет элитным сообществом, которое будет состоять из избранных жителей Земли, обслуживающего персонала и туристов, общее число которых не будет превышать 200 тысяч человек.

## Идея проекта
Идея создания архипелага «Мир» принадлежит шейху Мохаммеду бен Рашид Аль-Мактуму.
После того как в 1998 году в Дубае была построена всемирно известная «семизвёздочная» гостиница Бурдж-эль-Араб, город стал настоящей Меккой для туристов. Но правительство столкнулось с такой проблемой, что Дубай имеет только 67 км естественной береговой линии, а к 1999 году, в связи с активной застройкой, не осталось пляжей. Дубай — это линейный город, расположенный вдоль побережья, и самые дорогие и значимые проекты отстраиваются на пляже. А поскольку пляжи закончились, возникла идея строительства насыпных островов, которые сегодня можно увидеть на карте.
Первоначальная идея состояла в создании 7 континентов в виде отдельных островов. Но вскоре стало понятно, что никто не купит такие большие куски суши. Вместо этого было принято решение разделить 7 островов на десятки более мелких, чтобы любой инвестор смог купить свой собственный остров. Этот проект привлёк к стране много внимания тем, что инвесторы могут приобрести себе «любую часть планеты», начиная с «Англии» и «Франции» и заканчивая любым «штатом Америки», и в соответствии со своим желанием превратить острова в индивидуальный курорт, природный заповедник, поле для гольфа или комплекс дворцов, ранчо, вилл.

## Строительство
Найти место под будущий проект насыпных островов оказалось довольно сложно. Береговая линия была занята Пальмовыми островами. Тогда было принято решение построить острова в 4 км от берега.
«Мир», в отличие от Пальмовых островов, не связан с континентом, здесь нет мостов. Весь строительный материал доставлялся по морю, а не на машинах, как в случае с Пальмовыми островами. Инженеры вычерпывали песок со дна Персидского залива и распыляли его над строительной площадкой, чтобы создать острова. Предстояло решить следующую проблему: когда насыпался песок, волны и течение его размывали. Чтобы защитить острова, потребовалась крепкая дамба. За основу инженеры взяли волнорез с Пальмовых островов в более крупном масштабе. Он представляет собой стену пирамидальной формы, укрепленную валунами массой в 6 тонн, способными выдержать силу моря. Волнорез смог противостоять штормам с севера, обрушивающихся на берег Дубая дважды в год двухметровыми волнами. Но он при этом не закрывает вид на море, что произошло с проектом Пальмовых остров. Поэтому форму волнореза выбрали ступенчатую. Идея была такая же, как у коралловых рифов. Конструкция работает в несколько этапов, уменьшая энергию волн от 100 до 5 процентов. Стенка первой ступени забирает у волны половину её силы. Затем трение волны о мелководье увеличивается и, ударившись о вторую ступень, волна снова теряет силу. Наконец, когда волна достигает вершины волнореза, она почти останавливается.
Из-за сооружения Пальмовых остров в Дубае заканчиваются местные запасы песка в то время, как строительство «Мира» было в самом разгаре. Несмотря на то, что Дубай окружают пустыни, инженерам нужен морской песок — крупнозернистый, который не рассыпается и не загрязняет окружающую среду. Песок взяли в глубине залива. Ровно через месяц уже были видны первые очертания «Мира». В апреле 2004 года из воды показывается первый остров. Остров получил название «Дубай». В последующие месяцы очертания приняли северо-запад «Америки», «Азия» и «Ближний Восток». В мае 2005 в залив сброшено 15 миллионов тонн камня. Однако по мере того, как «Мир» рос, возрастала и опасность застаивания. Морские воды могли позеленеть и превратиться в болота. Этому способствовало то, что вдоль островов не было течения. Окружающей среде этого района угрожала серьёзная опасность, но инженеры нашли решение: им стали лопасти, которые были сделаны в волнорезах. Также для быстрой циркуляции воды инженеры углубили каналы. Морская фауна и кораллы остались в безопасности.

## График строительства
Май 2003 года: Создание архипелага the World передано компании Nakheel, полное завершение было намечено на 2008 год. Первоначальная цель — создать 200 островов общей площадью 56 км².
Февраль 2004 года: Было объявлено, что архипелаг будет состоять из 260 островов на территории 9 км в длину и 6 км в ширину, площадь каждого острова будет составлять около 84 тыс. м²., расстояние между островами около 50-100 м.
Август 2004 года: Было объявлено, что общая стоимость проекта — 7,3 млрд AED (2 млрд $).
Август 2005 года: 88 % островов были закончены. Песок, использовавшийся для строительства, закончился. Впоследствии использовали около 321 млн м³. земли и 31 млн т. камней.
Октябрь 2006 года: Шейх Мохаммед бен Рашид аль-Мактум подарил остров в районе «Северная Америка» стоимостью 7 млн $ Михаэлю Шумахеру.
Декабрь 2006 года: Было готово 90 % островов.
Октябрь 2007 года: Было объявлено о продаже островов «Ирландия» и «Шанхай».
Декабрь 2008 года: 70 % островов было продано.

## Проекты
Одним из самых крупных инвесторов проекта «Мир» является компания из Кувейта. Она купила острова «Австралия» и «Новая Зеландия», где на 19 островах в южной части Мира собирается построить «Океану». Это океанический курорт, занимающий площадь в 400 тыс. м². Согласно планам, здесь предполагается постройка почти 2 тысяч зданий, включая многоквартирные дома, особняки и дома на сваях.
На одном из островов искусственного архипелага «Мир» миллиардер Сол Карцнер построит отель под брэндом One&Only.
Проект островов Aquitainia, окончание строительства которого намечено на 2012 год, вместит 816 жилых единиц различной планировки: квартиры с одной и двумя спальнями, пентхаусы с тремя спальнями, виллы на воде и суше. Кроме того, на Aquitainia будет построен пятизвездочный бутик-отель с 75 номерами и большим количеством причалов для яхт и лодок.
Остров Jal Aashwa в виде морского конька будет создан у побережья Дубай в Персидском заливе к середине 2012 года. Остров войдет в состав «африканской» части искусственного архипелага The World.
Проект «Остров Моды» посвящён исключительно моде, на острове Isla Moda будет обширная инфраструктура: 3 роскошных отеля, интерьер которых будет выполнен самыми известными дизайнерами; 150 вилл с личными пляжами; эллинги, где будут парковаться самые дорогие яхты мира; спа-курорт и модные бутики известных люксовых брендов, а также специальные студии для проведения непосредственно модных мероприятий. Проект завершился.

## Экология
В отличие от строителей и идейных вдохновителей проекта «Мир», экологи опасаются столь серьёзных изменений, происходящих в акватории Персидского залива. Неоднократно были высказаны опасения по поводу негативного влияния новых островов на флору и фауну прибрежной зоны. Экологи считают, что острова могут нарушить естественный баланс, а использование бухты Персидского Залива приведёт к загрязнению. Правительство Дубая прислушивается к замечаниям экологов, поскольку само заинтересовано в развитии туристической отрасли. В частности, вокруг островов были установлены искусственные рифы, на которых создаются благоприятные условия для проживания морских обитателей. На центральных островах архипелага The World установят станции по опреснению и очистке воды. Планируется использование экологически чистых источников энергии.
Следующая проблема, с которой столкнулись авторы проекта The World — застой воды в бухтах архипелага. С этим сложно бороться, так как комплекс островов обрамлен 26-километровым волнорезом высотой в 4 метра, что делает его безопасным, но мешает обновлению воды.
В феврале 2010 года Daily Mail сообщила, что острова уходят назад в море.Это позже отрицалось Nakheel и независимыми техническими отчетами. Несмотря на опровержение, Daily Telegraph сообщила в январе 2011, что независимая компания Pinguin Marine провела проверку на эрозию островов.

## Утонут ли острова
Архипелаг «The World», несмотря на то, что полностью окружён водой, сконструирован чрезвычайно надёжно — искусственные острова могут скрыться под водой не ранее, чем через 800 или 4 тысячи лет, пишет Prian.Ru со ссылкой на Arabian Business.
Компания Nakheel опровергла слова Ричарда Брэнсона о том, что данные объекты через 50 лет могут скрыться под водой в результате изменений климата на планете. По мнению Шона Ленегана, советника по вопросам экологии компании Nakheel, острова уйдут под воду не раньше, чем через 800 лет. «За последние сто лет уровень воды в Персидском заливе повысился на 12 см. Ещё через сто лет он будет повышаться в пределах от 12 до 50 см каждый век», — заявил господин Ленеган. — «Мы учли данные факторы при строительстве наших островов и построим Palm Jumeirah на высоте 4 метров над уровнем моря».

## Продажа островов
По планам острова будут поделены на коммерческие и частные. На частных островах будут расположены самые роскошные дома планеты. Приобрести остров в «The World» может далеко не каждый: компания-застройщик Nakheel сама рассылает приглашения (по 50 штук в год) богатой элите.
Как отмечает генеральный управляющий Хамза Мустафал, есть определённый процесс экономической проверки. Покупатель должен быть известным на международной арене.
«Гренландию» причислил к своим владениям шейх Мактум.
Компания Nakheel оставила за собой право распоряжаться 20 островами, находящимися в «Северной Америке» архипелага «Мир». Этот курорт получил название «Коралловые острова».

## Известные покупатели
- 30 марта 2006 года: Британский миллиардер сэр Ричард Брэнсон приобрел «Великобританию» и совершил первый перелет Дубай — «Великобритания» на своем частном самолёте Virgin Atlantic Airways[20].
- 23 марта 2007 года: Ирландские бизнесмены Джон О’Долан, Ноэл Коннелан, Рэй Нортон и Андрю Бретт приобрели остров «Ирландия»[5]. Окончательное название острова, которое ему дали новые хозяева — «Ирландия под солнцем»[21].
- 11 октября 2007 года: Бизнесмен, директор Zhongzhou International Holding Group (ZIHG) господин Бин Ху приобрел остров «Шанхай» и группу островов «Китай»[22].
- 15 Ноября 2007 года: Брэд Питт и Анжелина Джоли приобрели остров «Эфиопия»[23].
- 21 января 2008 года: Продан самый дорогой остров «Марково». Имя покупателя не разглашается[24].
- 25 февраля 2008 года: Dubai Multi Commodities Centre приобрела остров в Антарктическом океане[5].
- 28 декабря 2008 года: Turkey’s MNG Holdings приобрела остров «Турция»[5].
- 17 декабря 2009 года: Kleindienst Group приобрела 6 островов — «Австрия», «Германия», «Нидерланды», «Санкт-Петербург», «Швеция» и «Швейцария»[5]. Острова были объединены под общим названием «Сердце Европы»[25].

## Россия
Впервые самый роскошный комплекс дубайской компании был представлен вниманию российской бизнес-элиты и светского общества 26 октября 2006 в Москве на выставке Extravaganza 2006.
С тех пор русские застройщики и бизнесмены из разных стран СНГ скупили всю «Россию». А это один из самых крупных архипелагов в «Мире».
Генеральный управляющий Хамза Мустафал говорит, что один русский застройщик купил сразу два «российских» острова — «Ростов» и «Екатеринбург».
Дубайские СМИ сообщали также, что остров «Сибирь» купила неназванная россиянка, которая собирается продавать его по частям.

## Дизайн отелей
- Разработать дизайн отеля на острове Isla Moda было предложено Виктории Бэкхем в декабре 2009 года. Виктория ещё не дала своего согласия на участие в проекте[28].
- Разработка комплексного дизайна острова Isla Moda поручена кутюрье Карлу Лагерфельду[28].
- В марте 2010 первый отель в Дубае представил Джорджио Армани[28].
- Модный дом Versace также планирует завершить в ближайшее время строительство роскошного курорта на Дубайском побережье[28].
- Гостиничная сеть Rezidor выводит на рынок отели под брендом модного дома Missoni[28].

## Факты
- Цена за острова достигает 38 миллионов долларов и меняется в зависимости от расположения, размера и близости к другим островам.
- Доступ ко всем 300 островам будет осуществляться морским или воздушным транспортом, регулярными (каждые 15 минут) паромами, а также частными яхтами и катерами. На каждом острове будут оборудованы стоянки для яхт, отвечающие всем международным стандартам[29].
- Приватность Мира будет обеспечиваться проверками службой безопасности на въезде в Мир[29].
- Острова также спроектированы таким образом, чтобы избежать любых повреждений в случае землетрясения. В течение нескольких лет после завершения строительства, и когда прорастут растения и кораллы, будет невозможно заметить, что острова были созданы искусственно[29].
- Поездка от побережья Дубая до Мира будет занимать около 10 минут[29].